# Kaori Tsuji
Kaori Tsuji (Tokio, 5 februari 1974) is een actrice uit Japan.
In 2002 werkte ze mee aan de Franse film Stupeur et Tremblements, wat haar eerste acteerervaring was.
In 2012 schreef Tsuji een boek, Parisienne to Taxi no Hosoku.